# Neodiphthera sulphurea
Neodiphthera sulphurea is een vlinder uit de familie nachtpauwogen (Saturniidae), onderfamilie Saturniinae.
De wetenschappelijke naam van de soort is voor het eerst geldig gepubliceerd door Lane & Naumann in 2003.